# Cylinderormar
Cylinderormar (Cylindrophis) är ett släkte ormar som förekommer på Sri Lanka, på Malackahalvön samt i Indonesien. De gräver sig ofta flera meter ner i marken.
Cylinderormar har en glänsande hud, ett litet huvud och en kort svans. Buken har vanligen svart-vita mönster. Ögonen är små men inte täckta av fjäll.
Några arter livnär sig av andra ormar som lever under marken. Individer som känner sig hotade gömmer huvudet under kroppen och riktar svansen uppåt. Svansen har vanligen har en orange varningsfärg. Cylinderormar är vivipara (och föder alltså levande ungar) med upp till 15 ungdjur per kull.

## Systematik
Idag är släktet den enda djurgruppen i familjen Cylindrophiidae. Tidigare räknades de som underfamilj till sköldsvansormar (Uropeltidae). Enligt molekylärbiologiska undersökningar som utfördes 2008 av Vidal & Hedges bildar cylinderormar tillsammans med familjerna sköldsvansormar och korallcylinderormar (Anomochilidae) ett taxon med namnet Uropeltoidea.
Släktet har 14 arter:
- Cylindrophis aruensis Boulenger 1920
- Cylindrophis boulengeri Roux 1911
- Cylindrophis burmanus Smith, 1943
- Cylindrophis engkariensis Stuebing 1994
- Cylindrophis isolepis Boulenger 1896
- Cylindrophis jodiae Amarasinghe, Ineich, Campbell & Hallermann, 2015
- Cylindrophis lineatus Blanford 1881
- Cylindrophis maculatus Linné 1758
- Cylindrophis melanotus Wagler 1830
- Cylindrophis mirzae Amarasinghe, Ineich, Campbell & Hallermann, 2015
- Cylindrophis opisthorhodus Boulenger 1897
- Cylindrophis ruffus Laurenti 1768
- Cylindrophis subocularis Kieckbuschet al., 2016
- Cylindrophis yamdena Smith & Sidik 1998